# Фаустпатрон

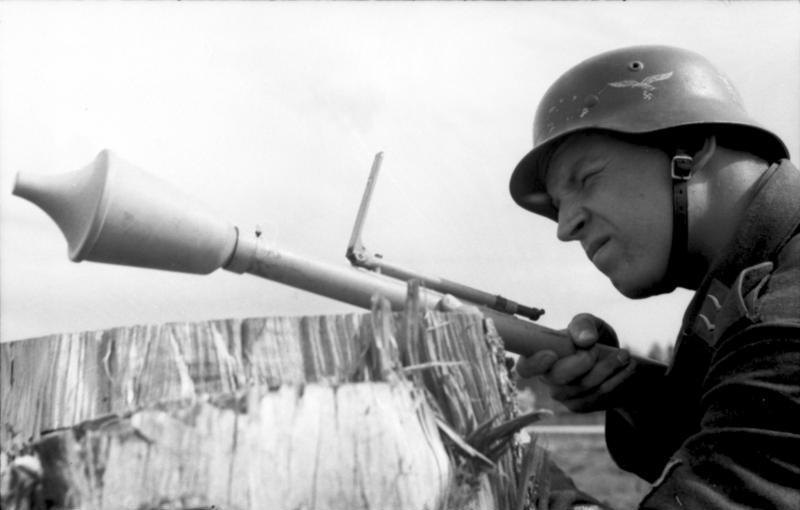
«Фаустпатрон 30» с прицельной планкой в руках солдата Люфтваффе.

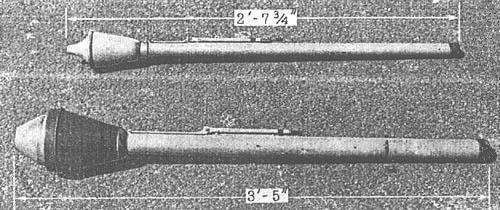
«Фаустпатрон 30» (сверху) и «Панцерфауст 60» (снизу)

Фаустпатро́н (нем. Faustpatrone, от Faust — «кулак» и Patrone — «патрон») — противотанковый гранатомёт одноразового действия.
Назывался также «Фаустпатрон 1», «Фаустпатрон малый» (klein), «Фаустпатрон 30», позднее был модернизирован и получил обозначение «Панцерфауст 30» (здесь индекс 30 — эффективная дальность стрельбы в метрах). В Красной армии название «Фаустпатрон» закрепилось как совокупное обозначение всех подобных немецких противотанковых гранатомётов одноразового использования.
Фаустпатрон являлся лёгким динамореактивным (без отдачи при выстреле) оружием. Граната не имела реактивного двигателя, а выстреливалась из ствола при помощи метательного заряда, как обычная надкалиберная граната. Для гашения отдачи применялся тот же принцип, что и в безоткатных орудиях, а именно — динамореактивный: ствол фаустпатрона открыт с обеих сторон, при воспламенении метательного заряда часть газов толкала вперёд гранату, а другая значительная часть газов вырывалась из ствола назад, формируя реактивную струю, которая и компенсировала отдачу при выстреле. Это приводило к весьма малой дальности полета гранаты: от 30 до 150 метров (у самых поздних образцов).

## История

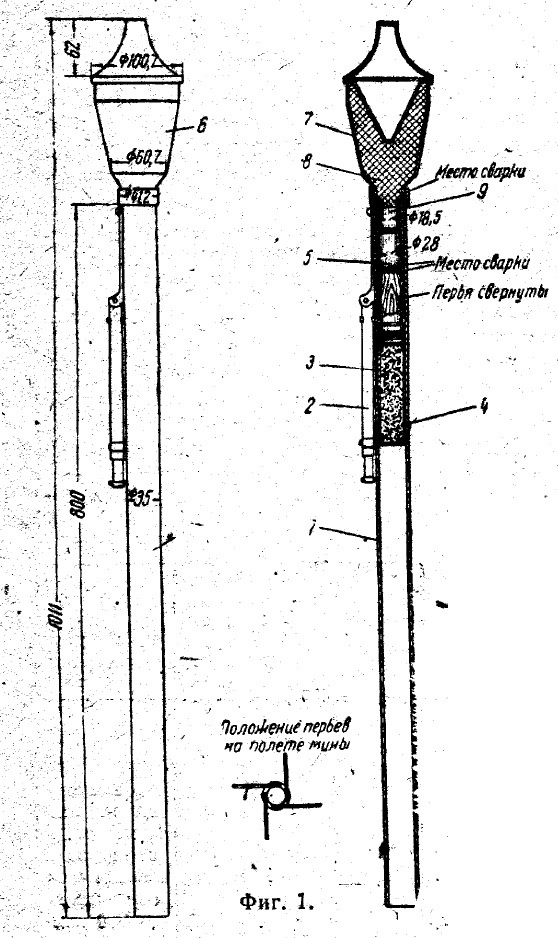
Размеры фаустпатрона 30

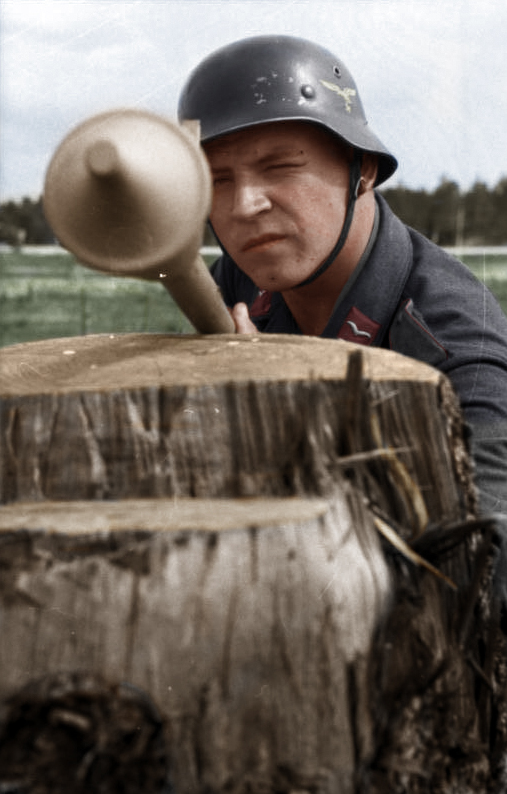
Рядовой зенитной артиллерии люфтваффе наводит фаустпатрон на цель

Разработка фаустпатрона была начата летом 1942 года в Лейпциге германской фирмой HASAG (Hugo Schneider AG) под руководством доктора Генриха Лангвайлера (нем. Heinrich Langweiler). Была поставлена задача создания простого и эффективного оружия пехоты для борьбы с хорошо бронированными целями, поскольку Восточная кампания выявила острую нехватку у простых пехотинцев эффективных средств противодействия советским танкам. В августе 1943 года первые 500 гранатомётов поступили в войска вермахта.
Всего в Германии за годы Второй мировой войны было изготовлено 8 254 300 фаустпатронов различных модификаций.
Недостатки самых первых фаустпатронов состояли в отсутствии прицела, а также склонности его остроконечной боевой части диаметром 100 мм рикошетировать на наклонной броне танка Т-34, либо разрываться на броне без пробития. Благодаря оперативно выявленным недостаткам, одновременно с принятием фаустпатрона на вооружение, началось и производство лишённого отмеченных недостатков гранатомёта «Панцерфауст 30». На нём был установлен прицел, масса метательного заряда была увеличена до 96 граммов, удвоена масса кумулятивной боевой части. Диаметр боевой части был увеличен до 150 мм, её головная часть была выполнена с площадкой притупления для увеличения площади контакта с наклонной бронёй и повышения эффективности бронепробивного действия.
| Эффективная дальность стрельбы, м         | 30—50 |
| Масса окончательно снаряженного, кг       | 2,8   |
| Масса ствола со стреляющим механизмом, кг | 2,01  |
| Масса метательного заряда, кг             | 0,13  |
| Длина полная, мм                          | 1011  |
| Калибр гранаты, мм                        | 100   |
| Диаметр ствола, мм                        | 35    |
| Начальная скорость гранаты, м/с           | 28    |
| Бронепробиваемость, мм                    | 140   |

В СССР производились испытания образцов фаустпатрона, захваченных частями РККА в конце 1943 года. В стационарных условиях производилась проверка бронепробиваемости (под углом 90°) на образцах брони толщиной 55 мм, 115 мм и составной брони суммарной толщиной 195 мм (115 мм + 80 мм, без зазора). Во всех трёх случаях получено сквозное пробитие с уменьшением отверстия от пробития с увеличением толщины брони. Фаустпатрон в воинские части поступал в собранном виде, использованные стволы отправлялись на завод для восстановления. За годы войны было выпущено и поступило на фронт около 8 млн штук.

## Оценка советских военачальников
О фаустпатроне. Я не могу согласиться с тем, что фаустпатрон являлся препятствием для танковых войск. Я считаю, что это переоценка фаустпатрона в Берлинской операции. Почему? Фаустпатрон находился в руках необученного, морально, физически и военно не подготовленного солдата германской армии фольксштурма, и поэтому он не являлся таким грозным оружием для нашего советского непревзойденного танка «Т-34». Во время наступления я очень серьёзно разговаривал со своими командирами корпусов, командирами бригад, личным составом и выяснил, что фаустпатрон являлся жупелом, которого иногда группы или отдельные танки боялись, но повторяю, что в Берлинской операции фаустпатрон не являлся таким страшным оружием, как представляют некоторые.
— С. И. Богданов, маршал бронетанковых войск, командующий 2-й гвардейской танковой армией

Я ещё раз хочу особенно подчеркнуть на этой конференции большую роль, которую сыграло оружие противника, — это фаустпатроны. 8-я гв. армия, бойцы и командиры, были влюблены в эти фаустпатроны, воровали их друг у друга и с успехом их использовали — эффективно. Если не фаустпатрон, то давайте назовем его Иван-патрон, лишь бы у нас поскорей он был».
— Из выступления командующего 8-й гвардейской армией генерал-полковника В. И. Чуйкова

…в ГАУ не нашлось активных сторонников таких средств борьбы, как «Фаустпатрон». Считалось, что коль скоро в войсках из-за малой дальности не пользуется популярностью даже 50-мм миномет, то зачем, дескать, создавать наряду с ПТР ещё какое-то средство ближнего боя. К тому же, мол, есть и противотанковые гранаты. В итоге у нас так и не было создано оружия, подобного тому, которое имелось у противника. А ведь враг очень эффективно, особенно в последние месяцы войны применял «Фаустпатроны» и против танков, и в боях в населённых пунктах.
— Начальник Главного артиллерийского управления (ГАУ) Красной армии маршал артиллерии М. Д. Яковлев, после войны

Фаустпатрон — одно из тех средств, какие могут создать у физически не подготовленных и не обученных войне людей чувство психологической уверенности в том, что лишь вчера став солдатами, они сегодня могут реально что-то сделать.
И надо сказать, эти фаустники, как правило, дрались до конца и на этом последнем этапе проявляли значительно большую стойкость, чем видавшие виды, но надломленные поражениями и многолетней усталостью немецкие солдаты.
— Маршал Советского Союза И. С. Конев